# Ilija Abjanić
Ilija Abjanić dr. (Stari Mikanovci, 10. srpnja 1868. – Vinkovci 8. rujna 1946.), hrvatski liječnik, prosvjetitelj, jezikoslovac, političar i publicist. Političkim je opredjeljenjem bio starčevićanac. Pisao je za pravaške listove Hrvatski branik iz Srijemske Mitrovice, Hrvatsku Bosnu i Hrvat.
Godine 1907. godine izabran za narodnog zastupnika, kao član Starčevićeve stranke prava. U Hrvatskom saboru se borio protiv mađarizacije, a posebno se bavio pitanjima iseljeništva i zloupotreba pri izborima. U Mikanovcima se čuva narodna pjesma kojom je opjevana pobjeda dr. Abjanića, pjesma je ujedno i prikaz ondašnjeg shvaćanja politike sa strane običnog puka. 
20 000 stranica njegovih rukopisa nalazi se u Sveučilišnoj biblioteci u Zagrebu iz područja jezikoslovlja, medicine, politike. Zalagao se za uvođenje jekavice kao hrvatskog književnog jezika. 1927. godine prešao na starokatoličanstvo. Službovao je po Zagori. U Imotskom napisao većinu svojih djela. Ondje je službovao 19 godina. Pokopan je na vinkovačkom groblju. Postumno mu je 2004. godine tiskana knjiga "Erotica Croatica".  
Neki od stihova glase:
Ustaj sada ti hrvatski sine
Na obranu svoje domovine
Spomen se čovječansko bića
Štiti nauk Ante Starčevića
Svakom vedro ti gledaj u lice
Sve hrvatske prezri izdajice.
Svaku vjeru u Hrvatskoj šiti
Koji hoće dobar Hrvat biti
U Hrvatskoj svi jesu Hrvati
Hrvatima, Hrvatska je mati.
Borio se protiv jezične reforme po predlošku Vuka Karadžića i njegovih sljedbenika u Hrvatskoj. Za razliku od naivnih i romantičarski zanesenih hrvatskih jezičara, kulturnjaka, nacionalnih ustanova i dijela javnog života koji su zaokret hrvatskih fonetičara prema posličnjavanju i spajanju hrvatskoga sa srpskim jezikom romantizirali ili doživljavali kao prevagu jedne koncepcije nad drugom, Abjanić je odmah prepoznao korijene tog smišljenog izravnog nasilja nad hrvatskim jezikom i kulturom. Išao je dotle da je svaki pokušaj kojim bi se nijekalo, omalovažilo, prešutilo, umanjivalo ili postrance ostavljalo hrvatski jezik i svu njegovu književnojezičnu baštinu definirao kao čin izravne ugroze hrvatskog jezika i hrvatskog naroda kojim velikosrpski imperijalizam koji rastače hrvatsko nacionalno biće. Pri tome nije štedio ni hrvatske jezičare koji je čak NDH uzela za svoje, smatrajući ih prikrivenim vukovcima.
Budući da je vukovština obilovala svime time, Abjanić se borio protiv tog jezičnog nasilja na sve moguće načine kako je znao i umio: inovirao je slovopisa, rekonstruirao je naglasnog sustava, reafirmirao je djela hrvatske književno-jezične baštine koja su najbolje odražavala duh hrvatskoga jezika, ijekavštini srpsko-crnogorske provenijencije Abjanić suprotstavljao je središnju hrvatsku jekavštinu. Kao i Šime Starčević protivio se idolatriji djelu Vuka Karadžića, te je dugo poslije ostao posvugdje ignoriran u hrvatskoj znanosti i prosvjeti, tako da hrvatska javnost nije praktično ništa znala o njemu, iako je primjerice desetljećima neumorno stvarao hrvatsko medicinsko nazivlje, a mnoštvo mu je djela ostalo do danas samo u rukopisnom izdanju. Monografija o njemu se pojavila tek krajem 1. desetljeća 21. stoljeća.
Izbor iz djela: 
- Središnja hrvatska jekavština, 1920., 1923.
- Čistimo pljevu iz hrvatske pšenice
- Jedna parodija (harvotija) za savremene nesuvremene dogadjaje
- Hrvatski knjiški preporod
- Posve prigodan rječnik suvremena, dotjerana i usavršena govora u svim njegovim pravcima: jekavskom, pravopisnom, blagoglasnom, zaštitnom i pravoglasnom pravcu
- Ljekarski rječnik horvatskoga govora